# Боброве поселення (зоологічна пам'ятка)
Бобро́ве посе́лення — зоологічна пам'ятка природи місцевого значення в Україні.. 
Площа 2 га. Статус присвоєно згідно з Рішенням Вінницького облвиконкому № 371 від 29 серпня 1984 року. Перебуває у віданні: СТОВ «Діброва».

## Розташування
Розташоване на західній околиці села Мізяків Калинівського району Вінницької області. Природоохоронний об'єкт знаходиться на землях Мізяківської сільської ради.

## Опис
Глибоке врізання в осадочні породи мандруючого русла річки Згар (притока Південного Бугу) та порівняно низький уріз води стосовно берегової лінії створили сприятливі умови для поселення в норах на узбережжі у заростях кущів та чагарників бобрів, ендемічних для Вінницької області хутрових звірів. Підтверджена кількість — 3 родини. Оселенню у цій місцині бобрів сприяє свіжий приток води через витікання підземних вод та близькість деревних форм (верби, вільшняки). Нори особливо помітні у холодний період року.